# Dionigi di Parigi
Dionigi di Parigi (in francese Denis de Paris, in latino Dionysius; Italia, III secolo – Montmartre, tra il 250 e il 285) è stato un vescovo romano, venerato come santo dalla Chiesa cattolica.
Fu il primo vescovo di Lutezia, odierna Parigi, nell'allora Gallia romana.
La Chiesa cattolica lo venera come santo, martire e patrono di Parigi e del dipartimento di Senna-Saint-Denis.
Morì martire in data imprecisata tra il 250 e il 285 e sul luogo dove fu sepolto furono erette la basilica e poi l'abbazia a lui intitolata.
Quanto sopra è tutto ciò che si conosce di lui prima del IX secolo.
Dionigi fa parte dei grandi santi di Gallia.

## Agiografia
La sua agiografia, tramandata in abbazia, parla anche dei suoi compagni Eleuterio, presbitero, e Rustico, diacono, e del fatto che egli stesso avrebbe portato la propria testa, dopo la decapitazione avvenuta nell'Île de la Cité, da Montmartre (che vuol dire appunto "Monte del martirio") a Saint Denis, per una via che fu poi detta Rue des Martyrs, consegnandola infine ad una nobile romana, Catulla, la cui famiglia era proprietaria di quel territorio.

## Il culto

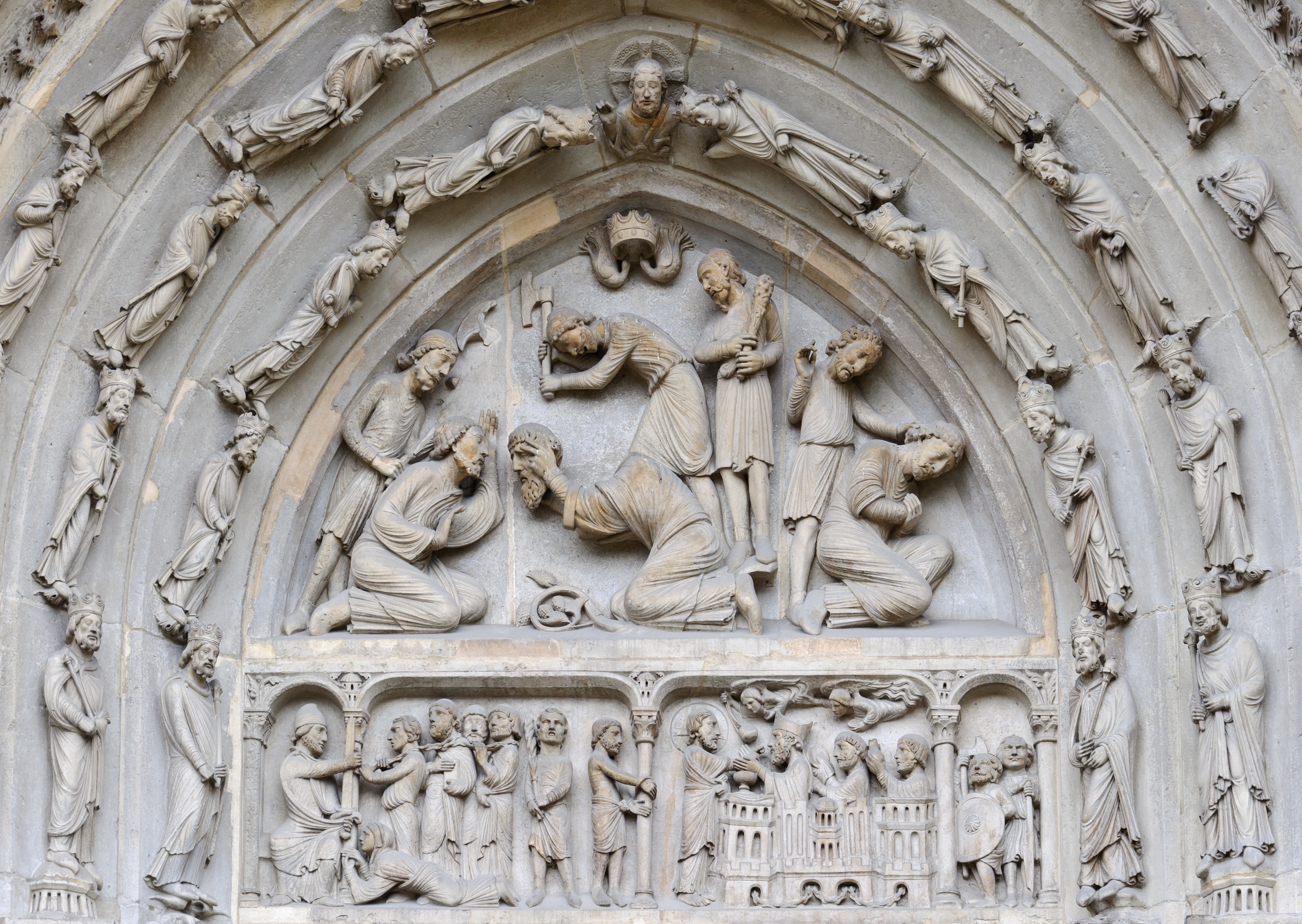
Decapitazione di San Dionigi e dei suoi compagni, Basilica di San Dionigi.

Il nome di san Dionigi compare verso il 520 nella Vita di Santa Genoveffa (Geneviève), che testimonia la devozione della santa verso il vescovo martire.
Genoveffa ottenne dal clero parigino che fosse eretta una chiesa sulla sua tomba al vicus Catulliacus, otto chilometri a nord della Senna, nel luogo dell'attuale basilica di Saint Denis, in rue Catullienne. Per onorare quello che ella considerava il suo padre spirituale, Geneviève si recava anche, spesso, in una chiesa della città ugualmente dedicata al vescovo Dionigi.
Mezzo secolo più tardi, il martirologio geronimiano menziona la deposizione di san Dionigi e dei suoi compagni al 9 ottobre e attesta la diffusione del suo culto fino a Bordeaux.
Negli stessi anni, lo storico Gregorio di Tours racconta che verso il 245 papa Fabiano aveva inviato Dionigi in Gallia con altri sei missionari, tra cui Graziano di Tours, per portarvi il Vangelo, e che egli si era fermato a Lutezia, dove era stato ben presto condannato a morte.
Si pensa che abbia subìto il martirio sotto la persecuzione di Decio nel 250 o di Aureliano nel 270 o di Diocleziano nel 285.
Nel VII secolo, presso la basilica dove riposava fu fondata un'abbazia, che acquistò grande prestigio grazie alla generosità dei re Franchi, da Dagoberto I in poi. La devozione dei re franchi per il santo patrono si espresse anche nel grido di guerra e di vittoria Montjoie Saint-Denis.
È considerato uno dei quattordici Santi ausiliatori.
Nella Chiesa ortodossa, san Dionigi l'Areopagita e san Dionigi di Parigi sono celebrati congiuntamente il 3 ottobre (il 16 ottobre per chi è legato al calendario giuliano).
Il culto di san Dionigi fu associato al cosiddetto tesoro di Dionigi, collezione di reliquiari e strumenti liturgici formatosi presso la collegiata di Enger in Vestfalia (Germania) alla quale Ottone I aveva donato delle reliquie dopo la fondazione. I pezzi superstiti sono oggi conservati presso il Kunstgewerbemuseum di Berlino.